# Simón López
Simón López (fl. siglo XVII), enfermero español, uno de los primeros en publicar un manual de Enfermería.

## Biografía
Fue un enfermero y cirujano sangrador y atendió hospitales importantes de Castilla y León, seguramente los de Valladolid y Salamanca, habida cuenta de que en esos lugares pidió las aprobaciones de su libro. Se conoce muy poco sobre él, salvo lo que se deduce de sus propias obras: era hombre culto y dominaba los clásicos en latín y castellano y los principales autores de su época; en su única obra cita a unos cincuenta con erudición.

## Obra
Escribió un famoso Directorio de enfermeros y artífice de obras de caridad para curar las enfermedades del cuerpo.Con la práctica de sauer aplicar las Mediginas que ordenan los Médicos, con el mejor arte, y Méthodo que ai en ella. Según los Doctores Anatomistas, que enseñan y señalan, las partes de nuestro cuerpo, donde se han de hacer. Dispuesto en ocho tratados, por Simón López, Barbero de un hospital incógnito. Dedicado a todos los que con Caridad, desean haçer este ofiçio Methodicamente, resaltando actividades de cuidado, administración, docencia e investigacíón, funciones estas cuatro que son las actuales en la profesión de la Enfermería. El primer borrador se fechó en 1651; la versión definitiva, con las sugerencias y correcciones oportunas, es de 1668; se divide en ocho tratados y 150 capítulos y seguramente quedó manuscrita a causa de la censura. Lleva tres aprobaciones de los doctores Juan de Río Noriega, catedrático de Anatomía de la Universidad de Salamanca, Juan Lázaro Gutiérrez, catedrático de Medicina de la Real Universidad de Valladolid, y Geromo Pardo, catedrático igualmente de la Real Universidad de Valladolid. Después viene el prólogo, los ocho tratados y los índices.
La obra está escrita en un límpido, claro, preciso y castizo castellano, que no excluye los refranes: «...Sobre lo qual traen una sentencia los Médicos, diziendo: Fiebres otoñales, largas o mortales» o «Y de aquí emanó el adagio bulgar que dize: Agua buena, sin color, olor, ni sabor y que la bea el sol» ni, en determinadas situaciones, un lenguaje humorístico que esconde un agudo sentido crítico del autor: «En ensuciándose todo esto, se le mudará otro tanto, y deste modo hasta que se acabe la fluxión o el enfermo [en caso de diarrea]»; «E bisto muchas beces la ignorancia que en esto tienen algunos, que por racón de su ofifio debrían saberlo, que me pareció abrirles los ojos (y aquí no con cáusticos) con raçones...».
Esta obra constituye, junto al manual realizado por la Mínima Congregación de los Hermanos Enfermeros Pobres, Instrucción de Enfermeros, para aplicar los remedios a todo género de enfermedades, y acudir a muchos accidentes que sobreuienen en ausencia de los Médicos, en su segunda edición (Madrid: Imprenta Real, 1625), muy ampliada por el Hermano Andrés Fernández desde la primera (Madrid, 1617), constituyen las obras clásicas sobre la enfermería del siglo XVII español.